# Treize Couleurs du soleil couchant

Treize Couleurs du soleil couchant est une œuvre pour cinq instruments de Tristan Murail, composée en 1978.

## Histoire
Cette œuvre est une commande de l'Institut Goethe de Paris. Composée en 1978, elle est créée le 4 décembre 1979, à l'Institut Goethe de Paris, par l'ensemble L.I.M. de Madrid.
Son compositeur, Tristan Murail, reconnaît que son titre, en rappelant le tableau de Claude Monet Impression, soleil levant, peut donner l'idée qu'il s'agit d'un morceau de musique impressionniste.

« Plus que d'impressionnisme, je parlerais volontiers de symbolisme : du phénomène naturel du coucher de soleil, c'est la structure, l'évolution temporelle qui est retenue : la façon dont couleurs et lumières évoluent, se transforment, rapidement mais imperceptiblement : métamorphoses insensibles, qui mènent à des couleurs tranchées. »

Le compositeur insiste également sur l'écriture très structurée de cette partition : « Techniquement, la pièce repose sur treize sections (plus une section introductive) basées chacune sur deux sons qui forment des intervalles différents aux couleurs caractéristiques. Ces intervalles s'engendrent les uns les autres par "dérive harmonique" ». 

## Effectif
- flûte, clarinette, piano, violon, violoncelle
- Dispositif électronique ad libitum

## Discographie
- Couleur de mer - L'attente - Treize Couleurs du soleil couchant - Attracteurs étranges - La Barque mystique, par l'ensemble Court-Circuit sous la direction de Pierre-André Valade, Accord, AC4659012 (1994)
- Treize Couleurs du soleil couchant - Winter fragments - Bois flotté, par l'ensemble Les Temps modernes sous la direction de Fabrice Pierre, Accord AC4725112 (2002)